# طالقان
طالقان، هي مدينة في المنطقة الوسطى من مقاطعة طالقان، محافظة البرز، إيران، وهي عاصمة المنطقة والمقاطعة وبمثابة المركز الإداري لمنطقة دهستان ميان طالقان الريفية. تقع طالقان في سلسلة جبال البرز.
في تعداد عام 2006، بلغ عدد سكانها 3,281 نسمة في 988 أسرة عندما كانت تابعة لمنطقة طالقان السابقة في مقاطعة سافوجبولاغ، محافظة طهران.
فصل القضاء عن المقاطعة عند إنشاء مقاطعة طالقان في أكتوبر 2010، والتي تم تقسيمها إلى منطقتين تضم كل منهما منطقتين ريفيتين، وتم تعيين مدينة طالقان لتكون عاصمتها ومركزها الحضري الوحيد.
وبحلول تعداد 2016، ارتفع عدد سكانها إلى 3,545 نسمة في 1,241 أسرة، خلال هذه الفترة، تحولت المقاطعة لتصبح جزءًا من مقاطعة البرز المنشأة حديثًا.